# Amidou Diop
Amidou Diop (Missirah, 1992. február 25. –) szenegáli labdarúgó, az Aalesund középpályása.

## Pályafutása
Diop a szenegáli Missirahban született. Az ifjúsági pályafutását a Diambars akadémiájánál kezdte.
2010-ben mutatkozott be a Diambars felnőtt csapatában. 2014 nyarán a norvég Molde csapatához igazolt. Először a 2014. november 2-ai, Strømsgodset elleni mérkőzés 76. percében Etzaz Hussain cseréjeként lépett pályára. A 2015-ös szezonban a Mjøndalennél, míg a 2016-os szezonban a Kristiansundnál szerepelt kölcsönben. Első két gólját 2016. május 8-án, a Ranheim ellen 3–1-re megnyert OBOS-ligaen mérkőzésen szerezte. A 2016-os szezonban 14 mérkőzésen elért hat góljával is hozzájárult a  Kristiansund első osztályba való feljutásában. 2017-ben a lehetőséggel élve a klubhoz szerződött. A 2019–20-as szezonban a török Adanaspor csapatát erősítette, majd 2020. június 30-án visszatért a Kristiansundhoz. 2023. március 17-én az Aalesundhoz írt alá.

## Statisztikák
2022. november 13. szerint
| Klub                      | Szezon   | Osztály     | Bajnokság | Bajnokság | Kupa  | Kupa | Nemzetközi | Nemzetközi | Összesen | Összesen |
| Klub                      | Szezon   | Osztály     | Meccs     | Gól       | Meccs | Gól  | Meccs      | Gól        | Meccs    | Gól      |
| ------------------------- | -------- | ----------- | --------- | --------- | ----- | ---- | ---------- | ---------- | -------- | -------- |
| Molde                     | 2014     | Tippeligaen | 1         | 0         | 0     | 0    | —          | —          | 1        | 0        |
| Molde                     | 2016     | Tippeligaen | 8         | 0         | 0     | 0    | 1          | 0          | 9        | 0        |
| Molde                     | 2017     | Eliteserien | 2         | 0         | 0     | 0    | —          | —          | 2        | 0        |
| Molde                     | Összesen | Összesen    | 11        | 0         | 0     | 0    | 1          | 0          | 12       | 0        |
| Mjøndalen (kölcsönben)    | 2015     | Tippeligaen | 10        | 0         | 1     | 0    | —          | —          | 11       | 0        |
| Kristiansund (kölcsönben) | 2016     | OBOS-ligaen | 14        | 6         | 1     | 1    | —          | —          | 15       | 7        |
| Kristiansund              | 2017     | Eliteserien | 6         | 0         | 1     | 0    | —          | —          | 7        | 0        |
| Kristiansund              | 2018     | Eliteserien | 24        | 1         | 2     | 0    | —          | —          | 26       | 1        |
| Kristiansund              | 2019     | Eliteserien | 27        | 1         | 2     | 0    | —          | —          | 29       | 1        |
| Kristiansund              | Összesen | Összesen    | 57        | 2         | 5     | 0    | 0          | 0          | 62       | 2        |
| Adanaspor                 | 2019–20  | 1. Lig      | 11        | 0         | 0     | 0    | —          | —          | 11       | 0        |
| Kristiansund              | 2020     | Eliteserien | 18        | 0         | —     | —    | —          | —          | 18       | 0        |
| Kristiansund              | 2021     | Eliteserien | 27        | 0         | 1     | 1    | —          | —          | 28       | 1        |
| Kristiansund              | 2022     | Eliteserien | 28        | 4         | 1     | 0    | —          | —          | 29       | 4        |
| Kristiansund              | Összesen | Összesen    | 73        | 4         | 2     | 1    | 0          | 0          | 75       | 5        |
| Összesen                  | Összesen | Összesen    | 176       | 12        | 9     | 2    | 1          | 0          | 186      | 14       |

## Sikerei, díjai
Molde
- Tippeligaen
  - Bajnok (1): 2014

- Norvég Kupa
  - Győztes (1): 2014